# 連續電視小說
連續電視小說（日语：／ Renzoku Terebi Shōsetsu */?）是日本放送協會（NHK）自1961年起推出的電視劇系列，每星期一至五上午8時（日本時間）在NHK綜合頻道播出，因此一般稱作「晨間劇」（／ Asa dora）。每集為15分鐘，每年度製作兩部或一部作品。年度兩部的場合，前期（4月至9月）作品由NHK广播电视中心（AK局）製作、後期（10月至3月）作品由NHK大阪广播电视台（BK局）製作。

## 沿革特色
早期固定每年播出一檔，1975年起改為每半年一檔。其中，1983年的《阿信》與1991年的《請問芳名》、1994年到1995年的《春天來吧》是少數之後一年一檔的特例。2001年，由國仲涼子主演的《水姑娘》成績斐然，一再拍攝續集；至2007年1月，已經拍到第4部。
連續電視小說至2023年已拍攝到109部，題材多為在逆境中奮鬥的女性故事，《阿信》就是這一系列的代表作；偶有以男性為主角，最近一例是2023年播出的《爛漫》，由神木隆之介主演。飾演女主角的演員，則多從新人當中挑選，其中不乏有因為拍攝本系列連續劇而走紅的女星，例如山口智子、松嶋菜菜子、竹內結子、比嘉愛未、松下奈緒、能年玲奈、永野芽郁等，其中以徵選方式選出的最高齡者為2023年晨間劇《布基烏基》主演，32歲的趣里（打破原2011年近30歲的尾野真千子試鏡最年長紀錄）；但亦有不透過甄選，直接邀請女演員擔任主角，例如《純情閃耀》的宮崎葵，及其後的松下奈緒、井上真央、堀北真希、杏、吉高由里子、有村架純、安藤櫻、廣瀨鈴、戶田惠梨香、杉咲花、清原果耶及黑島結菜等人。
2014年下半季《阿政》首次正式起用非日本籍的美國女演員夏綠蒂·凱特·福克斯（Charlotte Kate Fox）擔任女主角，是晨間劇開劇以來的創舉。而2018年下半季《泡麵之王》由14歲的女演員蘆田愛菜擔任旁白也成為晨間劇史上最年輕的旁白。
晨間劇劇情內容雖多為呼應時事的虛構故事，但仍有許多作品是知名作家的自傳作品（如橋田壽賀子《春天來吧》、武良布枝《鬼太郎之妻》等）或是真人真事改編（如《康乃馨》之於服裝設計師小篠綾子、《花子與安妮》之於翻譯作家村岡花子、《阿政》之於竹鶴政孝夫婦等、《阿淺來了》之於企業家廣岡淺子、《大姊當家》之於出版家大橋鎮子、《別嬪小姐》之於童裝設計師坂野惇子，是晨間劇長期以來受到觀眾喜愛的原因之一。
第1部劇《女兒與我》为星期一至星期五8:40-9:00播放，第2部劇《明天的風》起改为星期一至星期六8:15-8:30播放，第82部劇《鬼太郎之妻》起改为星期一至星期六8:00-8:15播放，直到第102部劇《歡呼》起為減輕劇組人員工作負擔而取消星期六播放。

## 歷年作品一覽
註： 中文譯名粗體字表示播放一年
| 排序 | 日文原劇名           | 中文譯名                                      | 播出日期起訖                 | 故事背景地點             | 原著／編劇                            | 旁白                                         | 主演                                  | 其他演員 | 音樂、主題曲                       | 備註 |
| ---- | -------------------- | --------------------------------------------- | ---------------------------- | ------------------------ | ------------------------------------- | -------------------------------------------- | ------------------------------------- | --- | ---------------------------------- | --- |
| 1    | 娘と私               | 女兒與我                                      | 1961年4月3日 1962年3月30日   | 東京                     | 獅子文六／ 山下與志一                 | 北澤彪(主角兼任)                             | 北澤彪                                | 北城由紀子、小林美七子、北林早苗 加藤道子、山岡久乃 | 齋藤一郎                           | * 首部晨間劇放送(週一至週五播放20分鐘)。 |
| 2    | あしたの風           | 明天的風                                      | 1962年4月2日 1963年3月30日   | 香川                     | 壺井榮／ 山下與志一                   | 竹内三郎(主播)                               | 渡邊富美子                            | 小田絹子、織田政雄、增田順司 長島光夫、川口知子 | 齋藤高順                           | *本劇為作家壺井榮的自傳小說「二十四之瞳」改編創作。 * 播放時間更改為週一至週六8:15～8:30。 |
| 3    | あかつき             | 拂曉                                          | 1963年4月1日 1964年4月4日    | 東京                     | 武者小路實篤／ 山下與志一             | 平光淳之助(主播)                             | 佐分利信                              | 村松英子、荒木道子、塚本信夫 飯田桂子 | 齋藤一郎                           | * 本劇首次邀請原著作者參與演出。 |
| 4    | うず潮               | 渦潮                                          | 1964年4月6日 1965年4月3日    | 廣島/東京/長野           | 林芙美子／ 田中澄江                   | 白坂道子                                     | 林美智子                              | 津川雅彥、渡邊文雄、永野達雄 日高澄子、大澤克彥 | 田中正史                           | *大阪放送局首次製播晨間劇。 * 林美智子為首位女主角擔當紅白主持人。 |
| 5    | たまゆら             | 偶然                                          | 1965年4月5日 1966年4月2日    | 宮崎                     | 川端康成／ 山田豐 尾崎甫              | 坂本和子                                     | 笠智眾                                | 加藤道子、佐竹明夫、扇千景 龜井光代、直木晶子、勝呂譽 武內亨、川端康成 | 崎出伍一                           | * 本劇為諾貝爾獎作家川端康成創作，本人同時參與演出。 * 笠智眾為最後一位明治時期出生的晨間劇主角。 |
| 6    | おはなはん           | 阿花小姐                                      | 1966年4月4日 1967年4月1日    | 愛媛/東京                | 林謙一／ 小野田勇                     | 永井智雄                                     | 樫山文枝                              | 高橋幸治、津川雅彥、永井智雄 水谷八重子、小川真由美、花澤德衛 野村昭子、宮脇康之、江守徹 市原悅子、露口茂、長山藍子、加藤治子、大瀧秀治 | 倍賞千惠子 《阿花小姐的歌》        | * 主題曲首次在紅白獻唱。 |
| 7    | 旅路                 | 旅路                                          | 1967年4月3日 1968年3月30日   | 三重/北海道              | 平岩弓枝                              | 山内雅人                                     | 橫內正 日色友惠                       | 久我美子、長山藍子、十朱幸代、宇野重吉、林寬子、波乃久里子、名古屋章、山田吾一 | 依田光正                           | * 該劇創下當時最高收視56.9%，後被「阿信」打破紀錄。 |
| 8    | あしたこそ           | 明天                                          | 1968年4月1日 1969年4月5日    | 東京                     | 森村桂／ 橋田壽賀子                   | 川久保潔                                     | 藤田弓子                              | 米倉齊加年、中田道子、原田清人 佐分利信 | 倍賞千惠子 《只有明天》            | * 首次彩色製播晨間劇。 * 名作家橋田壽賀子首部晨間劇編劇。 |
| 9    | 信子とおばあちゃん   | 信子和老婆婆                                  | 1969年4月7日 1970年4月4日    | 佐賀                     | 獅子文六／ 井手俊郎                   | 青木一雄(主播)                               | 大谷直子                              | 毛利菊枝、渡邊篤史、加藤道子 下條阿童木、前田吟、北澤彪 藤間紫、田村亮、中尾彬 高峰三枝子 | 田中正史                           | * 獅子文六原著小說「信子」、「老婆婆」改編。 * 首部時裝劇晨間劇。 |
| 10   | 虹                   | 彩虹                                          | 1970年4月6日 1971年4月6日    | 鳥取                     | 田中澄江                              | 白坂道子                                     | 南田洋子                              | 小柳留美子、古谷一行、仲谷昇 瀧花久子、中村芝鶴 | 廣瀨量平                           | |
| 11   | 繭子ひとり           | 繭子一個人                                    | 1971年4月5日 1972年4月1日    | 青森/東京/宮城/廣島/石川 | 三浦哲郎／ 高橋玄洋                   | 石坂浩二                                     | 山口果林                              | 北林谷榮、草笛光子、江戶家貓八 黑柳徹子、富士真奈美、石橋正次 杉良太郎、山田吾一、林寬子 露口茂、目黑祐樹 | 柳澤剛                             | * 芥川賞作家三浦哲郎原著改編。 |
| 12   | 藍より青く           | 青出於藍                                      | 1972年4月3日 1973年3月31日   | 熊本                     | 山田太一                              | 中畑道子→丹阿彌谷津子                        | 真木洋子                              | 大和田伸也、佐野淺夫、高松英郎 赤木春惠、今出川西紀、尾藤功男 今福將雄、田村高廣、米倉齊加年 辻萬長 | 本田路津子 《請仔細聽我說》        | (原旁白中畑道子在播出期間急逝，由丹阿彌谷津子遞補旁白。) |
| 13   | 北の家族             | 北方的家族                                    | 1973年4月2日 1974年3月30日   |                          | 楠田芳子                              | 緒形拳                                       | 高橋洋子                              | 清水章吾、緒形拳、西田敏行 左幸子、下元勉、細川俊之 | 紅鳥 《風之旅人》 森留美子《白花》 | * 首次公告兩首主題曲。 |
| 14   | 鳩子の海             | 鳩子之海                                      | 1974年4月1日 1975年4月5日    |                          | 林秀彥                                | 藤田美保子(主角兼任)                         | 齋藤梢惠 藤田美保子                   | 夏八木勳、高橋悅史、小林千登勢 岡田裕介、伊藤司 | 冬木透                             | |
| 15   | 水色の時             | 水色時代                                      | 1975年4月7日 1975年10月4日   |                          | 石森史郎                              | 岸田今日子                                   | 大竹忍                                | 香川京子、米倉齊加年、篠田三郎 奈良岡朋子、大瀧秀治 | 櫻田淳子 《白色的風》              | *首次製播半年期晨間劇。 |
| 16   | おはようさん         | 早安小姐                                      | 1975年10月6日 1976年4月3日   |                          | 田邊聖子                              | 秋野暢子(主角兼任)                           | 秋野暢子                              | 中田喜子、三田和代、大村崑 山城新伍 | DA CAPO 《早安小姐》               | * 本劇之後正式確認前後半年分別由東京、大阪放送局製播。 |
| 17   | 雲のじゅうたん       | 雲脂絨毯                                      | 1976年4月5日 1976年10月2日   |                          | 田向正健                              | 田中絹代                                     | 淺茅陽子                              | 船越英二、中條靜夫、矢崎滋 風間杜夫、馬淵晴子、志垣太郎 井上純一 | 松井悅子 《讓我們回到那個天空》    | |
| 18   | 火の國に             | 火之國                                        | 1976年10月4日 1977年4月2日   |                          | 石堂淑朗                              | 渡邊美佐子                                   | 鈴鹿景子                              | 山內賢、堀雄二、河原健 櫻田千枝子、河原崎建三、笠智眾 | 田中正史                           | |
| 19   | いちばん星           | 宛如星星                                      | 1977年4月4日 1977年10月1日   |                          | 結城亮一／ 宮內婦貴子                 | 三國一朗                                     | 高瀨春奈 五大路子                     | 津川雅彥、伴淳三郎、富田惠子 木內綠 | 小森昭宏                           | |
| 20   | 風見雞               | 風見雞                                        | 1977年10月3日 1978年4月1日   |                          | 杉山義法                              | 八千草薰                                     | 新井春美                              | 蟇目良、大木實、山本茂 岸部四郎、村野武憲、山田吾一 | 奧村貢                             | |
| 21   | おていちゃん         | 阿貞                                          | 1978年4月3日 1978年9月30日   |                          | 澤村貞子                              | 相川浩(主播)                                 |                                       | 長門裕之、日色友惠、古手川祐子 風間杜夫、萩尾綠、荻島真一 水野久美、阪東三津五郎、加藤武 | 森山良子 《我的祭典歌曲》          | * 本劇為女演員澤村貞子自傳「我的淺草」改編故事。 |
| 22   | わたしは海           | 我是海                                        | 1978年10月2日 1979年3月31日  |                          | 岩間芳樹                              | 倍賞千恵子                                   | 相原友子                              | 井上昭文、三島百合子、辰巳柳太郎 阪本澄子、中原瞳、小池朝雄 | 南安雄                             | |
| 23   | マー姉ちゃん         | 小馬姊姊                                      | 1979年4月2日 1979年9月29日   |                          | 長谷川町子 小山內美江子               | 飯窪長彦(主播)                               | 熊谷真實                              | 田中裕子、藤田弓子、田中健 愛川欽也、山口崇 | 大野雄二                           | *本劇為「海螺小姐」作者長谷川町子的漫畫自傳作品。 |
| 24   | 鮎のうた             | 香魚之歌                                      | 1979年10月1日 1980年4月5日   |                          | 花登筐                                | 法蘭克堺                                     | 山咲千里                              | 吉永小百合、法蘭克堺、都蝶蝶 高田次郎、馬淵晴子、仲真貴 藤岡琢也 | 小倉千波                           | |
| 25   | なっちゃんの寫真館   | 小夏的照相館                                  | 1980年4月7日 1980年10月4日   |                          | 寺內小春                              | 川久保潔                                     | 星野知子                              | 瀧田榮、大友柳太朗、加藤武、泉平子 | 小椋佳 《熱情的瞬間》              | * 本劇原型為攝影師立木義浩母親「香都子」的故事。 |
| 26   | 虹を織る             | 編織彩虹                                      | 1980年10月6日 1981年4月4日   |                          | 秋田佐知子                            | 井上善夫(主播)                               | 紺野美沙子                            | 長門裕之、新珠三千代、高松英雄 岩本多代、都蝶蝶 | 堀江美都子 《雨天的天空》          | * 本劇為紀念寶塚歌劇團創團60週年，許多該團演員參與演出。 |
| 27   | まんさくの花         | 金縷梅之花                                    | 1981年4月6日 1981年10月3日   |                          | 高橋正國                              | 中村明美(主角兼任)                           | 中村明美                              | 重田尚彦、生井健夫、倍賞千恵子 | 黛JUN 《追求夢想的人》             | |
| 28   | 本日も晴天なり       | 今天也是晴天                                  | 1981年10月5日 1982年4月3日   |                          | 小山內美江子                          | 青木一雄                                     | 原日出子                              | 鹿賀丈史、津川雅彦、宮本信子 | 西尾尚子 《今天也是晴天》          | * 東京放送局製播後半年晨間劇之例外作品。 |
| 29   | ハイカラさん         | 時髦                                          | 1982年4月5日 1982年10月2日   |                          | 大藪郁子                              | 川久保潔                                     | 手塚理美                              | 木村四郎、藤村志保 | 古家杏子 《兩個人》                | * 當時最早故事背景設定為明治15年(1882年)，而後被取代。 |
| 30   | よーいドン           | 成為大人物                                    | 1982年10月4日 1983年4月2日   |                          | 杉山義法                              | 真屋順子                                     | 藤吉久美子                            | 山田吾一、宅麻伸 | 高山光晴                           | |
| 31   | おしん               | 阿信                                          | 1983年4月4日 1984年3月31日   | 山形/東京/佐賀/三重      | 橋田壽賀子                            | 奈良岡朋子                                   | 小林綾子 田中裕子 乙羽信子            | 泉平子、伊東四朗 | 坂田晃一                           | *NHK電視放送30週年大戲。 *本劇原型為八佰伴創辦人和田加津的故事。 * 創下日本電視史上最高平均收視率52.6%和最高瞬間收視率62.9％，於全球63國家播放。 |
| 32   | ロマンス             | 羅曼史                                        | 1984年4月2日 1984年9月29日   |                          | 田向正健                              | 八千草薰                                     | 榎木孝明                              | 樋口可南子、辰巳琢郎 | 芹洋子・榎木孝明 《夢幻人生》      | * 首次片頭曲帶入歌詞演唱。 * 男主角兼任主題曲主唱。 |
| 33   | 心はいつもラムネ色   | 心像檸檬汽水                                  | 1984年10月1日 1985年3月30日  |                          | 富川元文                              | 日向鈴子                                     | 新藤榮作                              | 藤谷美和子、真野梓 | 朝川朋之                           | *本劇原型為戰前大阪漫才作家秋田實。 |
| 34   | 澪つくし             | 水道標竿 醬油的女兒阿香 馨香                  | 1985年4月1日 1985年10月5日   |                          | 詹姆斯三木                            | 葛西聖司(主播)                               | 澤口靖子                              | 櫻田淳子、川野太郎 津川雅彥、加賀真理子 | 彩惠津子 《澪標》                  | |
| 35   | いちばん太鼓         | 最太鼓                                        | 1985年10月7日 1986年4月5日   |                          | 井澤滿                                | 加藤治子                                     | 岡野進一郎                            | 三田寬子、蘆屋雁之助、渡邊美佐子 | NYC NYUSA 《最太鼓》               | |
| 36   | はね駒               | 跳駒                                          | 1986年4月7日 1986年10月4日   |                          | 寺內小春                              | 細川俊之                                     | 齊藤由貴                              | 樹木希林、澤田研二、渡邊謙 | 三枝成章                           | *本劇原型為日本第一位女記者磯村春子的故事。 * 齊藤由貴為目前最年少女主角擔當紅白主持人。 |
| 37   | 都の風               | 都市之風                                      | 1986年10月6日 1987年4月4日   |                          | 重森孝子                              | 藤田弓子                                     | 加納美幸                              | 黑木瞳、松原千明、西山嘉孝 | 西城秀樹 《約束之旅~歸港~》        | |
| 38   | チョッちゃん         | 阿朝                                          | 1987年4月6日 1987年10月3日   |                          | 黑柳朝                                | 西田敏行                                     | 古村比呂                              | 佐藤慶、由紀沙織、世良公則 | 坂田晃一                           | * 本劇原型為知名主持人黒柳徹子母親黑柳朝的自傳故事。 |
| 39   | はっさい先生         | 早乙老師                                      | 1987年10月5日 1988年4月2日   |                          | 高橋正國                              | 樫山文枝                                     | 若村麻由美                            | 井川比佐志、小林千登勢、渡邊徹 | 南安雄                             | |
| 40   | ノンちゃんの夢       | 小菲的夢想                                    | 1988年4月4日 1988年10月1日   |                          | 佐藤繁子                              | 中村五月子                                   | 藤田朋子                              | 中村梅之助、丘光子、山下真司 | 渡邊俊幸                           | |
| 41   | 純ちゃんの応援歌     | 小純的應援歌                                  | 1988年10月3日 1989年4月1日   |                          | 布勢博一                              | 杉浦直樹                                     | 山口智子                              | 伊藤榮子、高嶋政宏、白川由美 | 朝川朋之                           | * 最後一部於昭和時期開播的晨間劇。 |
| 42   | 青春家族             | 青春家族                                      | 1989年4月3日 1989年9月30日   |                          | 井澤滿                                | 杉浦圭子(主播)                               | 石田步 清水美砂                       | 稻垣吾郎、橋爪功、陣內孝則 | 羽田健太郎                         | * 平成時期首部晨間劇。 |
| 43   | 和っ子の金メダル     | 和子的金牌                                    | 1989年10月2日 1990年3月31日  |                          | 重森孝子                              | 立子山博恒(主播)                             | 渡邊梓                                | 荒井紀人、伊藤和惠 吉村實子、桂三枝 | 田村洋                             | * 本劇的企業排球隊原型為佳麗寶排球隊。 |
| 44   | 凜凜と               | 凜凜                                          | 1990年4月2日 1990年9月29日   |                          | 矢島正雄                              | 荻野目洋子                                   | 田中實                                | 荻野目洋子、野村宏伸、梨本謙次郎 | 堀井勝美 《GREEN》                 | * 本劇原型為電氣時鐘發明人川原田政太郎的故事。 *首次前往海外國家進行拍攝(英國、法國、愛爾蘭等地)。 |
| 45   | 京、ふたり           | 京都，兩個人                                  | 1990年10月1日 1991年3月30日  |                          | 竹山洋                                | 野際陽子                                     | 山本陽子 畠田理恵                     | 中條靜夫、篠田三郎 | 高橋洋一                           | * 本劇為慶祝平安京建都1200週年。 |
| 46   | 君の名は             | 請問芳名                                      | 1991年4月1日 1992年4月4日    |                          | 菊田一夫                              | 八千草薰                                     | 鈴木京香                              | 倉田哲夫、石田步、宍戶錠 | 池邊晉一郎                         | |
| 47   | おんなは度胸         | 女人要有膽量                                  | 1992年4月6日 1992年10月3日   |                          | 橋田壽賀子                            | 奈良岡朋子                                   | 泉平子 櫻井幸子                       | 藤岡琢也、藤山直美 | 中村暢之                           | |
| 48   | ひらり               | 力與美                                        | 1992年10月5日 1993年4月3日   |                          | 內館牧子                              | 倍賞千恵子                                   | 石田光                                | 池內淳子、伊東四朗、伊武雅刀 | DREAMS COME TRUE 《放晴真好》      | |
| 49   | ええにょぼ           | 好老婆                                        | 1993年4月5日 1993年10月2日   |                          | 東多江子                              | 室井滋                                       | 戶田菜穗                              | 和田現子、柴田恭兵、板東英二 | 中山美穗 《變得幸福》              | |
| 50   | かりん               | 花梨                                          | 1993年10月4日 1994年4月2日   |                          | 松原敏江                              | 松平定知(主播)                               | 細川直美                              | 十朱幸代、石坂浩二、小林桂樹 | 井上陽水 《加拿大手風琴》          | |
| 51   | ぴあの               | 四千金                                        | 1994年4月4日 1994年10月1日   |                          | 富川元文                              | 都春美                                       | 純名里沙                              | 竹下景子、萬田久子、國生小百合 | 純名里沙 《PIANO》                 | * 女主角兼任主題曲主唱。 |
| 52   | 春よ、來い           | 春天來吧                                      | 1994年10月3日 1995年9月30日  |                          | 橋田壽賀子                            | 奈良岡朋子                                   | 安田成美 中田喜子                     | 椎名桔平、高橋英樹 | 松任谷由實 《春天來吧》            | * 本劇為NHK(JOAK)成立70週年大戲，也是最後一部一年期的晨間劇。 * 原型為橋田壽賀子的前半生自傳故事。 |
| 53   | 走らんか!            | 勇往直前                                      | 1995年10月2日 1996年3月30日  |                          | 金子成人                              | 三國一夫(主角兼任)                           | 三國一夫                              | 加藤晴彥、中江有里 菅野美穗、丹波哲郎 | Dual Dream 《I Say Hello》         | |
| 54   | ひまわり             | 向日葵                                        | 1996年4月1日 1996年10月5日   |                          | 井上由美子                            | 萩本欽一                                     | 松嶋菜菜子                            | 夏木麻里、藤村志保、三宅裕司 | 山下達郎 《DREAMING GIRL》         | |
| 55   | ふたりっ子           | 雙胞胎                                        | 1996年10月7日 1997年4月5日   | 大阪/京都                | 大石靜                                | 上田早苗(主播)                               | 岩崎廣美 菊池麻衣子 三倉茉奈 三倉佳奈 | 伊原剛志、河合美智子、段田安則 手塚理美、高島忠夫、桂枝雀 | NOKKO 《Natural》                  | * 茉奈佳奈雙胞胎首次主演晨間劇。 |
| 56   | あぐり               | 亞久里                                        | 1997年4月7日 1997年10月4日   |                          | 吉行亞久里                            | 堀尾正明(主播)                               | 田中美里                              | 野村萬齋、里見浩太朗、星由里子 | 矢部達哉 《邁向美好的每一天》      | * 本劇原型為演員吉行和子的美容師母親吉行亞久里的自傳故事。 |
| 57   | 甘辛しゃん           | 甜辣美人                                      | 1997年10月6日 1998年4月4日   |                          | 宮村優子                              | 上田早苗(主播)                               | 佐藤夕美子                            | 樋口可南子、風間杜夫、植木等 | 原由子 《淚天使的微笑》            | * 本劇為應援阪神淡路大地震創作的戲劇。 |
| 58   | 天うらら             | 天高氣爽 緣定今生                             | 1998年4月6日 1998年10月3日   |                          | 門野晴子                              | 有働由美子(主播)                             | 須藤理彩                              | 櫻井幸子、池內淳子、加藤武 小林薰 | 謝爾蓋·納卡里亞科夫 《美麗的天空》 | *本劇為非小說作家門野晴子的原創作品。 |
| 59   | やんちゃくれ         | 淘氣姑娘                                      | 1998年10月5日 1999年4月3日   |                          | 中山乃莉子 石原武龍                   | 中川綠(主播)                                 | 小西美帆                              | 八千草薰、柄本明、藤真利子 | Ulfuls 《一起來玩吧》              | |
| 60   | すずらん             | 鈴蘭                                          | 1999年4月5日 1999年10月2日   |                          | 清水有生                              | 倍賞千惠子                                   | 柊瑠美 遠野凪子 倍賞千惠子            | 橋爪功、唐渡亮、東照美 夏八木勳 | 吉田美奈子 《鈴蘭的主題曲》        | |
| 61   | あすか               | 明日香                                        | 1999年10月4日 2000年4月1日   |                          | 鈴木聰                                | 有馬稻子                                     | 竹內結子                              | 藤岡弘、紺野美沙子 梅澤富美男、藤木直人 | 宮本文昭 《風笛》                  | |
| 62   | 私の青空             | 我的藍天 我的青空 小媽媽的天空 加油！爸爸媽媽 | 2000年4月3日 2000年9月30日   |                          | 內館牧子                              | 久保純子(主播)                               | 田畑智子                              | 篠田拓馬、伊東四朗、加賀真理子 | 本間勇輔                           | |
| 63   | オードリー           | 奧黛麗                                        | 2000年10月1日 2001年3月31日  |                          | 大石靜                                | 岡本綾(主角兼任)                             | 岡本綾                                | 大竹忍、賀來千香子、段田安則 | 倉木麻衣 《Reach for the sky》     | |
| 64   | ちゅらさん           | 水姑娘                                        | 2001年4月2日 2001年9月29日   |                          | 岡田惠和                              | 平良富                                       | 國仲涼子                              | 山田孝之、佐藤藍子、堺正章、田中好子、小西真奈美、平良富、小橋賢兒、菅野美穗 | Kiroro 《Best Friend》             | *本劇為慶祝沖繩返還將屆滿30週年。 * 本劇創下後續製播7年到第四季完結紀錄。 |
| 65   | ほんまもん           | 美食人生                                      | 2001年10月1日 2002年3月30日  |                          | 西荻弓繪                              | 野際陽子                                     | 池脇千鶴                              | 風吹純、根津甚八、佐藤慶 小林千登勢、桂三枝 | 千住明 《我相信你》                | |
| 66   | さくら               | 櫻花                                          | 2002年4月1日 2002年9月28日   |                          | 田淵久美子                            | 大瀧秀治                                     | 高野志穗                              | 小澤征悅、淺田美代子、江守徹 | 須川展也《SAKURA》                 | *首次高畫質製播晨間劇。 * 每週結束時介紹英文單字。 |
| 67   | まんてん             | 滿天                                          | 2002年9月30日 2003年3月29日  |                          | 牧野望                                | 藤村俊二                                     | 宮地真緒                              | 淺野溫子、藤井隆、宮本信子 赤井英和、三橋達也 | 元千歲 《這個街道》                | |
| 68   | こころ               | 心                                            | 2003年3月31日 2003年9月27日  |                          | 青柳祐美子                            | 岸惠子                                       | 中越典子                              | 仲村徹、岸惠子、伊藤蘭 寺尾聰、小池榮子 | 吉俣良                             | |
| 69   | てるてる家族         | 開朗家族                                      | 2003年9月29日 2004年3月27日  |                          | 中西禮 大森壽美男                     | 石原聰美(主角兼任)                           | 石原聰美                              | 上原多香子、紺野真晝、上野樹里 淺野優子、岸谷五朗、藤村志保 | Rythem 《藍天·藍》                 | *本劇為首創音樂劇形式作品。 * 改編自中西禮原創作品「開朗少女照子」。 *石原聰美屆齡16歲為至今最年輕女主角紀錄。 |
| 70   | 天花                 | 天花                                          | 2004年3月29日 2004年9月25日  |                          | 竹山洋                                | 山根基世(主播)                               | 藤澤惠麻                              | 片平渚、竹中直人、富司純子 木村佳乃、香川照之、辰巳琢郎 | MISIA 《仰望無名的天空》           | |
| 71   | わかば               | 若葉                                          | 2004年9月27日 2005年3月26日  |                          | 尾西兼一                              | 内藤裕子(主播)                               | 原田夏希                              | 田中裕子、南田洋子、西鄉輝彥、齊藤慶子 塚本高史、山口紗彌加 | 福山雅治 《不要哭泣》              | * 本劇為應援阪神淡路大地震十週年創作的戲劇。 |
| 72   | ファイト             | 戰鬥                                          | 2005年3月28日 2005年10月1日  |                          | 橋部敦子                              | 柴田祐規子(主播)                             | 本假屋唯香                            | 緒形直人、酒井法子、田村高廣 兒玉清、三林京子、由紀沙織 川原亞矢子 | 榊原大                             | |
| 73   | 風のハルカ           | 風中的小遙                                    | 2005年10月3日 2006年4月1日   |                          | 大森美香                              | 中村五月子                                   | 村川繪梨                              | 渡邊一惠、真矢美季、黑川芽以、升毅、宮崎美子、松岡充、MEGUMI、三浦理惠子、水川麻美、黃川田將也、別所哲也、桂文珍、千堂晃穗、益岡徹、朝丘雪路、木村佳乃、藤龍也、中村明子（旁白） | 森山直太朗 《風花》                | |
| 74   | 純情きらり           | （又譯：櫻子）                                | 2006年4月3日 2006年9月30日   |                          | 津島佑子／ 淺野妙子                   | 竹下景子                                     | 宮崎葵                                | 美山加戀（幼年） 寺島忍、井川遙、福士誠治、西島秀俊、戶田惠子、半海一晃、三浦友和、室井滋、松澤傑、八名信夫、塩見三省、徳井優、井坂俊哉、劇團一人、木村緑子、相島一之、長谷川初範、木村多江 | 長谷川陽子                         | * 本劇為NHK開播80週年大戲。 * 本劇原型為作家津島佑子及父親太宰治的家庭故事。 |
| 75   | 芋たこなんきん       | 芋頭、章魚、南瓜                              | 2006年9月30日 2007年3月31日  |                          | 田邊聖子／ 長川千佳子                 | 住田功一(主播)                               | 藤山直美                              | 國村隼、田畑智子、香川京子、石田步、岸部一德、住田功一（旁白） | Fayray 《一個人變兩個人》          | * 藤山直美屆齡47歲為最年長女主角。 |
| 76   | どんど晴れ           | （又譯：旅館之嫁）                            | 2007年4月2日 2007年9月29日   |                          | 小松江里子                            | 木野花                                       | 比嘉愛未                              | 内田朝陽、大杉漣、森昌子、神木隆之介、草笛光子、宮本信子、鈴木正幸、東幹久、蟹江一平、白石美帆、雛形明子、秋竹城、吹越滿、長門裕之、鈴木蘭蘭、丹尼爾（Daniel Kahl）、相澤紗世 | 小田和正 《安然無恙》              | |
| 77   | ちりとてちん         | 喜代美                                        | 2007年10月1日 2008年3月29日  |                          | 藤本有紀                              | 上沼惠美子                                   | 貫地谷栞                              | 和久井映見、松重豊、江波杏子、京本政樹、青木崇高、原沙知繪、佐藤惠、加藤虎之介、米倉齊加年、橋本淳、渡瀨恒彦、龍雷太、木村祐一、木村綠子 | 松下奈緒                           | |
| 78   | 瞳                   | 瞳                                            | 2008年3月31日 2008年9月27日  |                          | 鈴木聰                                | 古野晶子(主播)                               | 榮倉奈奈                              | 飯島直子、勝村正信、森迫永依、篠井英介、小倉久寬、須賀健太、滿島光、大後壽壽花、木之實奈奈、近藤正臣、西田敏行、古野晶子（旁白） | 中川英二郎                         | |
| 79   | だんだん             | 感謝                                          | 2008年9月29日 2009年3月28日  |                          | 森脇京子                              | 竹內瑪莉亞(主唱兼任)                         | 三倉茉奈 三倉佳奈                     | 吉田榮作、石田光、鈴木砂羽、山口翔悟、久保山知洋、石倉三郎、伊武雅刀、三林京子、夏八木勳、藤村志保、竹內瑪莉亞（旁白） | 竹內瑪莉亞 《緣份的線》            | * 茉奈佳奈雙胞胎二度擔當晨間女主角，也是唯一擔當兩次主角的組合。 |
| 80   | つばさ               | 翼                                            | 2009年3月30日 2009年9月26日  |                          | 戶田山雅司                            | 尾形一成                                     | 多部未華子                            | 高畑淳子、中村梅雀、金田明夫、佐戶井健太、小柳友、冨浦智嗣、吉田桂子、宅間孝行、松本明子、手塚理美、小松政夫、西城秀樹、吉行和子、尾形一成（演員兼旁白） | 安潔拉亞季 《愛的季節》            | * 正式完成全日本47都道府縣故事背景，本劇背景為琦玉縣。 * 多部未華子為首位平成時期出身的女主角。 |
| 81   | ウェルかめ           | 歡迎龜來                                      | 2009年9月28日 2010年3月27日  |                          | 相良敦子                              | 桂三枝                                       | 倉科佳奈                              | 石黑賢、羽田美智子、室井滋、坂井真紀、益岡徹、嶋大輔、岩佐真悠子、松尾麗子、未知恭央、大東俊介、武田航平、溫水洋一、蘆屋小雁、星野知子 桂三枝（旁白） | aiko 《那孩子的夢想》              | |
| 82   | ゲゲゲの女房         | 鬼太郎之妻                          | 2010年3月29日 2010年9月25日  |                          | 武良布枝／ 山本睦美                   | 野際陽子                                     | 松下奈緒                              | 向井理、大杉漣、古手川祐子、星野源、星野真里、足立梨花、有森也實、桂亞沙美、風間杜夫、竹下景子、大倉孝二、杉浦太陽、松坂慶子、鈴木裕樹、德井優、梶原善、平岩紙、南明奈、村上弘明、青谷優衣、荒井萌、菊池和澄、松本春姫、野際陽子（飾演祖母、旁白）                                                                   | 生物股長 《感謝》                  | * 本劇為知名漫畫家水木茂妻子武良布枝自傳作品。 * 播放時間更改為週一至週六8:00～8:15。 |
| 83   | てっぱん             | 鐵板 （又譯：幸福鐵板燒）                     | 2010年9月27日 2011年4月2日   |                          | 寺田敏雄 今井雅子                     | 中村玉緒                                     | 瀧本美織                              | 安田成美、遠藤憲一、遠藤要、森田直幸、友坂理惠、長田成哉、松尾諭、神戶浩、朝倉禮生、松田悟志、尾美利德、柳澤慎吾、趙珉和、柏原收史、川中美幸、赤井英和、龍雷太、富司純子 | 葉加瀨太郎 《向日葵》              | * 瀧本美織飾演的「村上明莉」為首位平成時代出身的女主角(故事設定出生於平成2年)。 |
| 84   | おひさま             | （又譯：陽子）                                | 2011年4月4日 2011年10月1日   |                          | 岡田惠和                              | 若尾文子                                     | 井上真央                              | 八木優希（兒童時期） 若尾文子（老年時期、旁白） 原田知世、寺脇康文、滿島光、舞子、伊藤步、柄本時生、橋本真實、齊藤由貴、渡邊惠理、串田和美、樋口可南子 | 平原綾香 《太陽公公~給最重要的你》 | |
| 85   | カーネーション       | （又譯：糸子的洋裝店）                        | 2011年10月3日 2012年3月31日  | 大阪                     | 渡邊綾                                | 二宮星、尾野真千子、夏木麻里(主角分時期兼任) | 尾野真千子                            | 二宮星（少女期） 夏木麻里（老年期） 麻生祐未、正司照枝、栗山千明、新山千春、綾野剛、小泉孝太郎、財前直見、近藤正臣、寶田明、十朱幸代、小林薰 | 椎名林檎 《》                      | * 本劇原型為時裝設計師小篠綾子及三個女兒的故事。 *故事內容全長85年為目前最長紀錄。 |
| 86   | 梅ちゃん先生         | 小梅醫生                                      | 2012年4月2日 2012年9月29日   | 東京                     | 尾崎將也                              | 林家正藏                                     | 堀北真希                              | 米木拉、小出惠介、松坂桃李、滿島真之介、高橋光臣、德永繪里、木村文乃、瀧藤賢一、鶴見辰吾、成宮寬貴、池松壯亮、世良公則、片岡鶴太郎、南果步、高橋克實、倍賞美津子 | SMAP 顛倒的天空》                  | |
| 87   | 純と愛               | 純與愛                                        | 2012年10月1日 2013年3月30日  | 沖縄/大阪                | 遊川和彥                              | 夏菜(主角兼任)                               | 夏菜                                  | 風間俊介、武田鐵矢、森下愛子、平良進、速水茂虎道、渡部秀、若村麻由美、堀內正美、岡本玲 | HY 《最近的地方》                  | * 本劇時值沖繩返還40週年。 |
| 88   | あまちゃん           | 小海女 （又譯：海女姑娘／海女小天／海女）     | 2013年4月1日 2013年9月28日   | 岩手/東京                | 宮藤官九郎                            | 宮本信子、能年玲奈(主角兼任)、小泉今日子     | 能年玲奈                              | 小泉今日子、尾美利德、杉本哲太、有村架純、橋本愛、福士蒼汰、松岡茉優、足立梨花、荒川良良、菅原大吉、瀧皮爾、安藤玉惠、松田龍平、古田新太、小池徹平、吹越滿、鹽見三省、木野花、美保純、渡邊惠里、蟹江敬三、藥師丸博子、宮本信子                                                                                       | 大友良英                           | * 本劇為應援東日本大地震創作的戲劇。 * 能年玲奈飾演的「天野秋」為當時最年輕女主角(故事設定出生於平成3年)，而後被《歡迎回來百音》取代。 *在該年紅白現場演出特別完結篇。 |
| 89   | ごちそうさん         | 多謝款待                                      | 2013年9月30日 2014年3月29日  | 東京/大阪                | 森下佳子                              | 吉行和子                                     | 杏                                    | 東出昌大、財前直見、原田泰造、木村綠子、高畑充希、和田正人、加藤愛、菅田將暉、松浦雅、室剛、宮崎美子、近藤正臣、吉行和子（飾演祖母、旁白） | 柚子 《雨過天晴》                  | |
| 90   | 花子とアン           | 花子與安妮                                    | 2014年3月31日 2014年9月27日  | 山梨/東京                | 村岡惠理／ 中園美保                   | 美輪明宏                                     | 吉高由里子                            | 伊原剛志、室井滋、鈴木亮平、賀來賢人、黑木華、土屋太鳳、窪田正孝、松本明子、高梨臨、近藤春菜、藤本隆宏、町田啟太、吉田鋼太郎、淺田美代子、友坂理惠、石橋蓮司、仲間由紀惠 | 絢香 《虹色》                      | * 本劇原型為知名文學翻譯家村岡花子及貴族出身的歌人柳原白蓮的故事。 |
| 91   | マッサン             |                                     | 2014年9月29日 2015年3月28日  | 大阪/北海道/廣島/蘇格蘭  | 羽原大介                              | 松岡洋子                                     | 玉山鐵二 夏綠蒂·凱特·福克斯           | 相武紗季、八嶋智人、濱田麻里、西田尚美、早見朱莉、小池榮子、堀井新太、酒井若菜、溫水洋一、木南晴夏、淺香航大、優希美青、泉澤祐希、夏樹陽子、天海祐希、西川清志、風間杜夫、前田吟、泉平子、堤真一 | 中島美雪 《麥之歌》                | * 首次啟用外國籍女主角。 * 本劇原型為日本威士忌之父竹鶴政孝及外籍妻子麗塔的故事。 |
| 92   | まれ                 | 希                                  | 2015年3月30日 2015年9月26日  | 石川/神奈川              | 篠崎繪里子                            | 戶田惠子                                     | 土屋太鳳                              | 大泉洋、常盤貴子、鈴木砂羽、篠井英介、塚地武雅、布施繪里、葛茲石松、板尾創路、中川翔子、山崎賢人、清水富美加、門脇麥、葉山獎之、渡邊大知、高畑裕太、橋本愛實、福田彩乃、中村敦夫、涼、柳樂優彌、小日向文世、田中泯、田中裕子                                                                                         | 澤野弘之（劇組全員合唱） 《希空》  | 有別於傳統磁帶錄製，首部改用數位電子檔錄製的連續電視小說。 |
| 93   | あさが来た           | （又譯：早晨來到／阿淺）                      | 2015年9月28日 2016年4月2日   | 京都/大阪/福岡           | 古川智映子／ 大森美香                 | 杉浦圭子(主播)                               | 波瑠                                  | 玉木宏、寺島忍、升毅、柄本佑、藤岡靛、鈴木梨央、三宅弘城、山內圭哉、友近、桐山照史、小芝風花、野野澄花、清原果耶、瀨戶康史、林與一、萬田久子、辰巳琢郎、風吹純、近藤正臣、宮崎葵 | AKB48 《365天的紙飛機》            | *首次製播江戶時期背景之晨間劇。 *本劇原型為女性企業家廣岡淺子的故事，創下目前最早真實女主角紀錄（出生於嘉永2年（1855年））。 * 此劇飾演土方歲三的山本耕史在2004年大河劇《新選組！》中也是飾演土方歲三，創下歷史上第一位在大河劇和晨間劇飾演同一角色的演員。而飾演五代友厚的藤岡靛也在2021年大河劇《直衝青天》中再次飾演五代友厚。 |
| 94   | とと姉ちゃん         | 大姊當家                                      | 2016年4月4日 2016年10月1日   | 静岡/東京                | 西田征史                              | 壇富美                                       | 高畑充希                              | 木村多江、相樂樹、杉咲花、瀧皮爾、平岩紙、坂口健太郎、川榮李奈、大野拓朗、濱野謙太、阿部純子、志田未來、佐藤仁美、秋野暢子、及川光博、山口智充、片桐入、伊藤淳史、向井理、片岡鶴太郎、大地真央、西島秀俊、唐澤壽明                                                                                                   | 宇多田光 《將花束獻給你》          | * 本劇原型為雜誌「生活手帖」出版社創辦人大橋鎭子的故事。 |
| 95   | べっぴんさん         | （又譯：童裝小姐）                            | 2016年10月3日 2017年4月1日   | 兵庫/大阪/滋賀           | 渡邊千穗                              | 菅野美穗                                     | 芳根京子                              | 生瀨勝久、菅野美穗、蓮佛美沙子、永山絢斗、谷村美月、百田夏菜子、土村芳、田中要次、平岡祐太、松下優也、井頭愛海、古川雄輝、林遣都、名倉潤、高良健吾、伊武雅刀、江波杏子、市村正親、中村玉緒 | Mr.Children 《光之畫室》           | * 本劇原型為知名兒童服飾設計師坂野惇子的故事。 |
| 96   | ひよっこ             | （又譯：少女的時代）                          | 2017年4月3日 2017年9月30日   | 茨城/東京                | 岡田惠和                              | 增田明美                                     | 有村架純                              | 澤村一樹、木村佳乃、峯田和伸、羽田美智子、柴田理惠、佐藤仁美、佐久間由衣、泉澤祐希、竹內涼真、島崎遙香、松尾諭、津田寬治、龍星涼、谷井一郎、磯村勇斗、小島藤子、伊藤沙莉、藤野涼子、松本穗香、八木優希、菅野美穗、和久井映見、佐佐木藏之介、三宅裕司、白石加代子、古谷一行、宮本信子                                 | 桑田佳祐 《青春廣場》              | * 本劇為應援2020年東京奧運的故事 *2019年再度製播第二季。 |
| 97   | わろてんか           | 笑天家 （又譯：笑界人生／笑口常開）           | 2017年10月2日 2018年3月31日  | 京都/大阪                | 吉田智子                              | 小野文惠(主播)                               | 葵若菜                                | 松坂桃李、濱田岳、千葉雄大、廣瀨愛麗絲、德永繪里、大野拓朗、前野朋哉、堀田真由、岡本玲、成田凌、水上京香、藤井隆、枝元萌、內場勝則、松尾諭、兵動大樹、高橋一生、鈴木保奈美、鈴木京香、竹下景子、遠藤憲一 | 松隆子 《明日在何處》              | * 本劇原型為藝能經紀公司「吉本興業」創辦人吉本勢的故事。 |
| 98   | 半分、青い。         | 一半，藍色。 （又譯：半邊藍天）               | 2018年4月2日 2018年9月29日   | 岐阜/東京                | 北川悅吏子                            | 風吹純                                       | 永野芽郁                              | 松雪泰子、瀧藤賢一、佐藤健、原田知世、谷原章介、間宮祥太朗、嶋田久作、中村倫也、清野菜名、志尊淳、須藤理彩、矢本悠馬、奈緒、小關裕太、古畑星夏、上村海成、齋藤工、井川遙、小西真奈美、有田哲平、余貴美子、麻生祐未、木村綠子、風吹純、豐川悅司、中村雅俊                                                             | 星野源 《Idea》                    | |
| 99   | まんぷく             | 萬福 （又譯：泡麵之王）                       | 2018年10月1日 2019年3月30日  | 大阪                     | 福田靖                                | 蘆田愛菜                                     | 安藤櫻                                | 長谷川博己、內田有紀、松下奈緒、要潤、大谷亮平、瀨戶康史、岸井雪乃、橋本愛實、濱野謙太、中尾明慶、松井玲奈、深川麻衣、吳城久美、桐谷健太、菅田將暉、片岡愛之助、加藤雅也、牧瀨里穗、橋爪功、松坂慶子 | DREAMS COME TRUE《你與嘟啦噠噠♪》  | * 本劇原型為日清泡麵創辦人安藤百福及妻子仁子的故事。 * 蘆田愛菜屆齡14歲為最年少擔當全劇旁白紀錄。 * DREAMS COME TRUE二度擔當主題曲主場。 |
| 100  | なつぞら             | 夏空                                          | 2019年4月1日 2019年9月28日   | 東京/北海道              | 大森壽美男                            | 内村光良                                     | 廣瀨鈴                                | 松嶋菜菜子、藤木直人、岡田將生、比嘉愛未、安田顯、仙道敦子、小林隆、音尾琢真、戶次重幸、近藤芳正、鈴木杏樹、北乃綺、工藤阿須加、吉澤亮、中川大志、染谷將太、山田裕貴、渡邊麻友、清原翔、福地桃子、伊原六花、柄本佑、井浦新、貫地谷栞、中川雅也、角野卓造、戶田惠子、小林綾子、中原丈雄、山口智子、高畑淳子、草刈正雄 | SPITZ《溫柔的那孩子》              | *晨間劇開播100部大戲，邀請多位晨間女主角共同演出。 * 最後一部於平成時期開播的晨間劇。 * 本劇女主角原型是動畫家小田部羊一的妻子奧山玲子。 |
| 101  | スカーレット         | 緋紅 (又譯:喜美子的陶藝物語)                  | 2019年9月30日 2020年3月28日  | 大阪/滋賀                | 水橋文美江                            | 中條誠子(主播)                               | 戶田惠梨香                            | 富田靖子、松下洸平、大島優子、林遣都、伊藤健太郎、櫻庭奈奈美、福田麻由子、黑島結菜、溝端淳平、木本武宏、羽野晶紀、三林京子、西川貴教、烏丸節子、稻垣吾郎、佐藤隆太、財前直見、水野美紀、尾形一成、北村一輝 | Superfly《Flare》                  | * 本劇原型為陶藝家神山清子的前半生故事。 * 首部於令和時代開播的晨間劇。 |
| 102  | エール               | 歡呼                                          | 2020年3月30日 2020年11月27日 | 福島/愛知/東京           | 林宏司／ 清水友佳子 嶋田嬉葉 吉田照幸 | 津田健次郎                                   | 窪田正孝                              | 二階堂富美、中村蒼、山崎育三郎、松井玲奈、森山直太朗、野田洋次郎、佐久本寶、森七菜、古川雄大、柴崎幸、古田新太、野間口徹、仲里依紗、菊池桃子、光石研、藥師丸博子、風間杜夫、唐澤壽明 | GReeeeN《星影的歡呼》              | *本劇原型為知名作曲家古關裕而的故事，時值主角冥誕110週年。 * 本劇慶祝該年舉辦2020東京奧運。 *因應製作方針，播放時間更改為週一至週五8:00～8:15。 * 首部以4K解析度攝製的連續電視小說。 |
| 103  | おちょやん           | 小女侍                                        | 2020年11月30日 2021年5月14日 | 大阪/京都                | 八津弘幸                              | 桂吉彌                                       | 杉咲花                                | 成田凌、名倉潤、宮田圭子、石野陽子、宮澤艾瑪、星田英利、板尾創路、西川忠志、塚地武雅、板谷由夏、映美綺羅、西村和彥、吉川愛、阿部純子、若葉龍也、六角精兒、明日海里奧、松本妃代、前田旺志郎、東野絢香、井上拓哉、倉悠貴、澀谷天外、井川遙、若村麻由美、生瀨勝久、松本敦、中村鴈治郎、篠原涼子                         | 秦基博《笑中帶淚的劇集》           | * 本劇原型為昭和喜劇女優浪花千榮子。 |
| 104  | おかえりモネ         | 歡迎回來百音                                  | 2021年5月17日 2021年10月30日 | 宮城/東京                | 安達奈緒子                            | 竹下景子                                     | 清原果耶                              | 鈴木京香、坂口健太郎、永瀨廉、蒔田彩珠、濱野謙太、緒方義博、恒松祐里、前田航基、高田彪我、塚本晉也、平山祐介、今田美櫻、清水尋也、森田望智、玉置玲央、舞子、菅原小春、高岡早紀、井上順、竹下景子、藤龍也、西島秀俊、淺野忠信、夏木麻里、內野聖陽                                                                     | BUMP OF CHICKEN《七彩》            | *本劇為應援東日本大地震十週年創作的戲劇。 * 清原果耶飾演的「永浦百音」為目前最年輕女主角(故事設定出生於平成7年)。 |
| 105  | カムカムエヴリバディ | Come Come Everybody                           | 2021年11月1日 2022年4月8日   | 京都/岡山/大阪           | 藤本有紀                              | 城田優                                       | 上白石萌音 深津繪里 川榮李奈          | 松村北斗、村上虹郎、甲本雅裕、濱田岳、西田尚美、鷲尾真知子、大和田伸也、小野花梨、淺越浩志、段田安則、岡田結實、江原由希子 | AI《畢宿五》                       | * 本劇為史上首次起用三位女主角。 故事內容橫跨百年為歷劇最長。 |
| 106  | ちむどんどん         | 心胸咚咚                                      | 2022年4月11日 2022年9月30日  | 沖繩/東京                | 羽原大介                              | 川平慈溫                                     | 黑島結菜                              | 仲間由紀惠、大森南朋、龍星涼、川口春奈、上白石萌歌、宮澤冰魚、山田裕貴、前田公輝、山路和弘、片桐入、石丸謙二郎、渡邊大知、喜屋武仁美、天久美智子、川田廣樹、戶次重幸、原田美枝子、高嶋政伸、佐津川愛美、中原丈雄、山中崇、長野里美、井之脇海、飯豐萬理江、藤木勇人、片岡鶴太郎                                       | 三浦大知《燦燦》                   | * 本劇紀念沖繩返還50周年。首次以美治琉球時期作為故事背景。 |
| 107  | 舞いあがれ！         | 飛舞吧！                                      | 2022年10月3日 2023年3月31日  | 大阪/長崎                | 桑原亮子 嶋田嬉葉 佃良太              | 佐田雅志                                     | 福原遙                                | 高橋克典、永作博美、橫山裕、高畑淳子、赤楚衛二、山下美月、山口智充、桑波田理惠、古館寬治、又吉直樹、松尾諭、田熊靖子、哀川翔、鈴木浩介、長濱禰留 | back number《I Love You》          | |
| 108  | らんまん             | 爛漫                                          | 2023年4月3日 2023年9月29日   | 高知/東京                | 長田育惠                              | 宮崎葵                                       | 神木隆之介                            | 濱邊美波、志尊淳、佐久間由衣、笠松將、中村里帆、島崎和歌子、寺脇康文、廣末涼子、松坂慶子 | 愛繆《愛之花》                     | * 本劇原型為有「日本植物學之父」之譽的牧野富太郎的故事。 |
| 109  | ブギウギ             | 布基烏基                                      | 2023年10月2日 2024年3月29日  | 大阪/東京                | 足立紳 櫻井剛                         | 高瀨耕造（主播）                             | 趣里                                  | 水上恒司、翼和希、清水久留美、片山友希、伊原六花、草彅剛、蒼井優、菊地凜子、水川麻美、柳葉敏郎 | 中納良惠・酒井優・趣里             | * 本劇原型為昭和20年代歌星、以《東京布基烏基》一曲風靡一時的笠置靜子。 * 女主角趣里以32歲之齡成為晨間劇史上最年長的女主角。 |
| 110  | 虎に翼               | 如虎添翼                                      | 2024年4月1日 2024年9月27日   | 東京                     | 吉田惠里香                            | 尾野真千子                                   | 伊藤沙莉                              | 石田百合子、岡部崇、上川周作、森田望智、仲野太賀、櫻井由紀、土居志央梨、平岩紙、夏沇秀、戶塚純貴、岩田剛典、松山研一、小林薰 | 米津玄師《》                       | * 本劇原型為日本首位女性法官及女性律師之一的三淵嘉子。 |
| 111  | おむすび             | 御飯糰                                        | 2024年9月30日 2025年3月28日  | 大阪/福岡/兵庫           | 根本非翟                              | Lily Franky                                  | 橋本環奈                              | 仲里依紗、佐野勇斗、菅生新樹、松本怜生、中村守里、大木美里亞、谷藤海咲、岡本夏美、田村芽實、北村有起哉、麻生久美子、宮崎美子、松平健 | B'z《》                            | |
| 112  | あんぱん             | 紅豆麵包                                      | 2025年3月31日                | 高知/東京                | 中園美保                              | 林田理沙（主播）                             | 今田美櫻                              | 北村匠海、加瀨亮、江口德子、河合優實、原菜乃華、吉田鋼太郎、淺田美代子、細田佳央太、松嶋菜菜子、二宮和也、中澤元紀、瞳水陽葵、戶田菜穗、竹野內豐 | RADWIMPS《》                       | * 本劇原型為《麵包超人》作者柳瀨嵩和小松暢夫婦。 *第一部在臺灣OTT平台與日本NHK電視台同步首播的晨間劇。 |
| 113  | ばけばけ             | 怪變（暫譯）                                  | 2025年9月29日                | 島根/熊本                | 藤木光彥                              |                                              | 高石明里                              | 托米·巴斯托、岡部崇、池脇千鶴、小日向文世 | HUMBERT HUMBERT《》                | * 本劇原型為日本怪談文學小說《怪談》作者小泉八雲及妻子松江藩家臣小泉家之次女小泉節子的故事。 * 本劇繼阿政之後，第二組異國婚姻夫婦（丈夫為外國人，但已歸化日本）的故事。 |
| 114  | 風、薫る             | 風，帶有香氣（暫譯）                          | 2026年                       | 栃木/東京                | 田中光／ 吉澤智子                     |                                              | 見上愛 上坂樹里                       | |                                    | * 本劇原型為日本職業護理師先驅的大關和與鈴木雅。 * 本劇繼感謝之後，再次啟用雙數女主角。 |
| 115  | ブラッサム           | 花朵盛開（暫譯）                              | 2026年—2027年                | 山口                     | 櫻井剛                                |                                              | 石橋靜河                              | |                                    | * 本劇原型為大正及昭和時代著名的女性小說家、隨筆家的宇野千代。 |

## 與NHK红白歌合战的關係
NHK不定期會邀請晨間劇女主角擔任紅白歌合戰的紅組主持，同時也邀請晨間劇主題曲主唱登上當年紅白，按其性別編入紅組或白組歌手，而近幾年來特別頻繁邀請。與此同時，部分晨間劇的主要演員及幕後人員亦會擔任紅白歌會的嘉賓評審。

### 主持人

#### 分組主持人
| 屆數 | 紅組主持   | 所參演之晨間劇       |
| ---- | ---------- | -------------------- |
| 16   | 林美智子   | 《渦潮》             |
| 37   | 齊藤由貴   | 《跳駒》             |
| 43   | 石田光     | 《力與美》           |
| 44   | 石田光     | 《力與美》           |
| 51   | 久保純子   | 《我的青空》（旁白） |
| 61   | 松下奈緒   | 《鬼太郎之妻》       |
| 62   | 井上真央   | 《太陽公公》         |
| 63   | 堀北真希   | 《小梅醫生》         |
| 65   | 吉高由里子 | 《花子與安妮》       |
| 67   | 有村架純   | 《》                 |
| 68   | 有村架純   | 《》                 |
| 69   | 廣瀨鈴     | 《夏空》             |
| 71   | 二階堂富美 | 《歡呼》             |

#### 不分組主持人
| 屆數 | 主持     | 所參演之晨間劇 |
| ---- | -------- | -------------- |
| 72   | 川口春奈 | 《心胸咚咚》   |
| 73   | 橋本環奈 | 《御飯糰》     |
| 74   | 橋本環奈 | 《御飯糰》     |
| 75   | 橋本環奈 | 《御飯糰》     |
| 75   | 伊藤沙莉 | 《如虎添翼》   |

#### 綜合主持人
| 屆數 | 綜合主持 | 所參演之晨間劇       |
| ---- | -------- | -------------------- |
| 69   | 內村光良 | 《夏空》（兼任旁白） |
| 70   | 內村光良 | 《夏空》（兼任旁白） |

### 演出歌手
| 屆數 | 演唱             | 組隊   | 晨間劇主題曲                                                            |
| ---- | ---------------- | ------ | ----------------------------------------------------------------------- |
| 17   | 倍賞千惠子       | 紅     | 《阿花小姐》 阿花小姐之歌                                               |
| 23   | 本田路津子       | 紅     | 《青出於藍》 請仔細聽我說                                               |
| 43   | DREAMS COME TRUE | 紅     | 《力與美》 放晴真好                                                     |
| 44   | 中山美穗         | 紅     | 《好老婆》 變得幸福                                                     |
| 52   | Kiroro           | 紅     | 《水姑娘》 Best friend                                                  |
| 56   | 森山直太朗       | 白     | 《風中的小遙》 風花                                                     |
| 60   | aiko             | 紅     | 《歡迎龜來》 那孩子的夢想                                               |
| 61   | 生物股長         | 紅     | 《鬼太郎之妻》 感謝                                                     |
| 62   | 平原綾香         | 紅     | 《太陽公公》 太陽公公~給最重要的你                                      |
| 62   | 椎名林檎         | 紅     | 《康乃馨》                                                              |
| 62   | 松任谷由實       | 紅     | 《春天來吧》 春天來吧（非該年連續劇，因東日本大地震復興計畫而受邀演唱） |
| 63   | HY               | 白     | 《純與愛》 最近的地方                                                   |
| 63   | SMAP             | 白     | 《小梅醫生》 顛倒的天空（主題曲首次全場壓軸）                           |
| 64   | 柚子             | 白     | 《多謝款待》 雨過天晴                                                   |
| 65   | 絢香             | 紅     | 《花子與安妮》 虹色                                                     |
| 65   | 中島美雪         | 紅     | 《阿政》 麥之歌                                                         |
| 66   | NMB48            | 紅     | 《》 365天的紙飛機                                                      |
| 66   | 生物股長         | 紅     | 《鬼太郎之妻》 感謝（二回，紀念該年水木茂逝世）                         |
| 67   | 宇多田光         | 紅     | 《大姊當家》 將花束獻給你                                               |
| 68   | AKB48            | 紅     | 《》 365天的紙飛機（二回，因AKB投票選拔獲選再度現場演唱）               |
| 68   | 松隆子           | 紅     | 《笑天家》 明日在何處                                                   |
| 68   | 桑田佳祐         | 不分隊 | 《》 青春廣場                                                           |
| 69   | 星野源           | 白     | 《半邊藍天》 IDEA                                                       |
| 70   | Superfly         | 紅     | 《》 Flare                                                              |
| 71   | GReeeeN          | 不分隊 | 《》 星影的歡呼                                                         |
| 71   | 柚子             | 白     | 《多謝款待》 雨過天晴（二回）                                           |
| 72   | AI               | 紅     | 《》 畢宿五                                                             |
| 72   | BUMP OF CHICKEN  | 白     | 《歡迎回來百音》 七彩                                                   |
| 73   | 三浦大知         | 不分隊 | 《心胸咚咚》 燦燦                                                       |
| 73   | back number      | 不分隊 | 《飛舞吧！》 I Love You                                                 |
| 74   | 愛繆             | 紅     | 《爛漫》 愛之花                                                         |

### 嘉賓評審
| 屆數 | 評審                             | 所參演之晨間劇       |
| ---- | -------------------------------- | -------------------- |
| 15   | 林美智子                         | 《渦潮》             |
| 17   | 樫山文枝                         | 《阿花小姐》         |
| 19   | 藤田弓子                         | 《明天》             |
| 20   | 大谷直子                         | 《信子和老婆婆》     |
| 22   | 山口果林                         | 《繭子一個人》       |
| 23   | 真木洋子                         | 《青出於藍》         |
| 24   | 高橋洋子                         | 《北方的家族》       |
| 26   | 大竹忍                           | 《水色之時》         |
| 28   | 新井春美                         | 《風見雞》           |
| 30   | 都蝶蝶                           | 《香魚之歌》         |
| 33   | 橋田壽賀子（編劇）               | 《阿信》             |
| 34   | 田中裕子                         | 《阿信》             |
| 36   | 詹姆斯三木（編劇）               | 《醬油的女兒阿香》   |
| 37   | 黑柳朝（劇集原著作者兼原型人物） | 《阿朝》             |
| 37   | 渡邊謙                           | 《跳駒》             |
| 37   | 加納美幸                         | 《都市之風》         |
| 38   | 若村麻由美                       | 《早乙老師》         |
| 39   | 山口智子                         | 《小純的應援歌》     |
| 40   | 石田良子                         | 《青春家族》         |
| 40   | 渡邊梓                           | 《和子的金牌》       |
| 41   | 山本陽子                         | 《京都，兩個人》     |
| 42   | 田中好子                         | 《請問芳名》         |
| 44   | 細川直美                         | 《花梨》             |
| 45   | 赤井英和                         | 《春天來吧》         |
| 47   | 大石静（編劇）                   | 《雙胞胎》           |
| 48   | 佐藤夕美子                       | 《甜辣美人》         |
| 48   | 吉行安久利（劇集角色原型人物）   | 《安久利》           |
| 49   | 中村玉緒                         | 《鈴蘭》             |
| 50   | 内館牧子（編劇）                 | 《我的藍天》         |
| 51   | 岡本綾                           | 《奧黛麗》           |
| 52   | 平良富                           | 《水姑娘》           |
| 53   | 岸惠子                           | 《心》               |
| 54   | 淺野優子                         | 《開朗家族》         |
| 57   | 藤山直美                         | 《芋頭、章魚、南瓜》 |
| 62   | 小篠順子（劇集角色原型人物）     | 《康乃馨》           |
| 64   | 杏                               | 《多謝款待》         |
| 64   | 宮本信子、宮藤官九郎（編劇）     | 《小海女》           |
| 65   | 仲間由紀惠、中園美保（編劇）     | 《花子與安妮》       |
| 66   | 土屋太鳳、大泉洋                 | 《幸福洋菓子》       |
| 67   | 高畑充希                         | 《大姊當家》         |
| 68   | 宮本信子                         | 《》                 |
| 68   | 高橋一生                         | 《笑天家》           |
| 69   | 安藤櫻                           | 《萬福》             |
| 69   | 永野芽郁、佐藤健                 | 《一半，藍色。》     |
| 70   | 廣瀨鈴                           | 《夏空》             |
| 70   | 戶田惠梨香                       | 《緋紅》             |
| 71   | 杉咲花                           | 《小女侍》           |
| 72   | 清原果耶、坂口健太郎             | 《歡迎回來百音》     |
| 73   | 福原遙                           | 《飛舞吧！》         |

## 香港播映情況
無綫電視最早於1984年在翡翠台下午婦女節目《婦女新姿》時段播出《阿信》，並設有粵語配音。於《阿信》播放完畢後，無綫亦購入了《醬油的女兒阿香》、《跳駒》和《青春家族》的香港播映權。
已結束的亞洲電視曾播映《雙胞胎》。
但由2000年代至2013年期間，香港各家免費電視台均沒有購入新的晨間劇，直至2014年《海女》於無綫電視的J2頻道播出。其後播出的還有《謝謝款待》、《幸福洋菓子》、《當家姐姐》、《童心四姊妹》、《笑天家》、《雛鳥》、《半邊藍天》及《大滿腹》。通常一連播出兩集，共30分鐘，並設有粵語配音。
無綫亦有購入《阿政》，《阿淺人生》，《歡呼》和《Come Come Everybody》，但只曾在旗下的收費台播放。
由2020年12月開始，香港開電視亦購入了部分NHK晨間劇的播映權，已播出的包括《夏空》、《小梅醫生》和《緋紅》，到HOY TV時代有《小女侍》和《暢子響丼丼》。

## 外部連結
- 連續電視小說官方網站（日語）